# パッチャム・トンネル
パッチャム・トンネル（英語: Patcham Tunnel）は、イングランドのイースト・サセックスにある長さ446メートルの鉄道トンネル。ブライトン本線のプレストン・パーク駅とハソックス駅との間に位置する。
建設は1840年から41年にかけて行われたが、このトンネルではたびたび洪水の影響を受け、ブライトン本線の運休の原因となっていた。

## 沿革
パッチャム・トンネルの建設は、ロンドンとブライトンを結ぶロンドン・アンド・ブライトン鉄道の建設と同時に行われた。当初の予定では切通しでこの地区を通過する予定であったが、技師たちの予想に反してこの地区の地主であるメイジャー・ペインが切通しでの建設に反対したため、トンネル建設によって通過することとなった。建設は1840年から41年にかけて行われた。工事期間中には崩落事故も発生したが、幸いにも死者は出なかった。
21世紀に入るとパッチャム・トンネルのリニュアル工事が計画された。この計画は総額300万ポンドを投じるブライトン本線全体の更新計画の一部であり、工事によって湧水の減少と路盤の更新が行われる。